# Comté de Hodgeman
Le comté de Hodgeman est l’un des 105 comtés de l’État du Kansas, aux États-Unis. Fondé le 26 février 1867, il a été nommé en hommage au capitaine Amos Hodgeman, mort durant la guerre de Sécession.
Siège et plus grande ville : Jetmore.

## Démographie

Pyramide des âges.

## Géolocalisation
|                 | Comté de Ness     |                 |
| Comté de Finney | Comté de Hodgeman | Comté de Pawnee |
| Comté de Gray   | Comté de Ford     | Comté d’Edwards |